# Letheobia feae
Letheobia feae — вид змій родини сліпунів (Typhlopidae). Ендемік Сан-Томе і Принсіпі. Вид названий на честь італійського натураліста Леонардо Феа.

## Поширення і екологія
Letheobia feae мешкають на островах Сан-Томе і Принсіпі у Гвінейській затоці. Вони живуть у первинних і вторинних вологих тропічних лісах, трапляються на полях.